# Medalla de Sant Benet

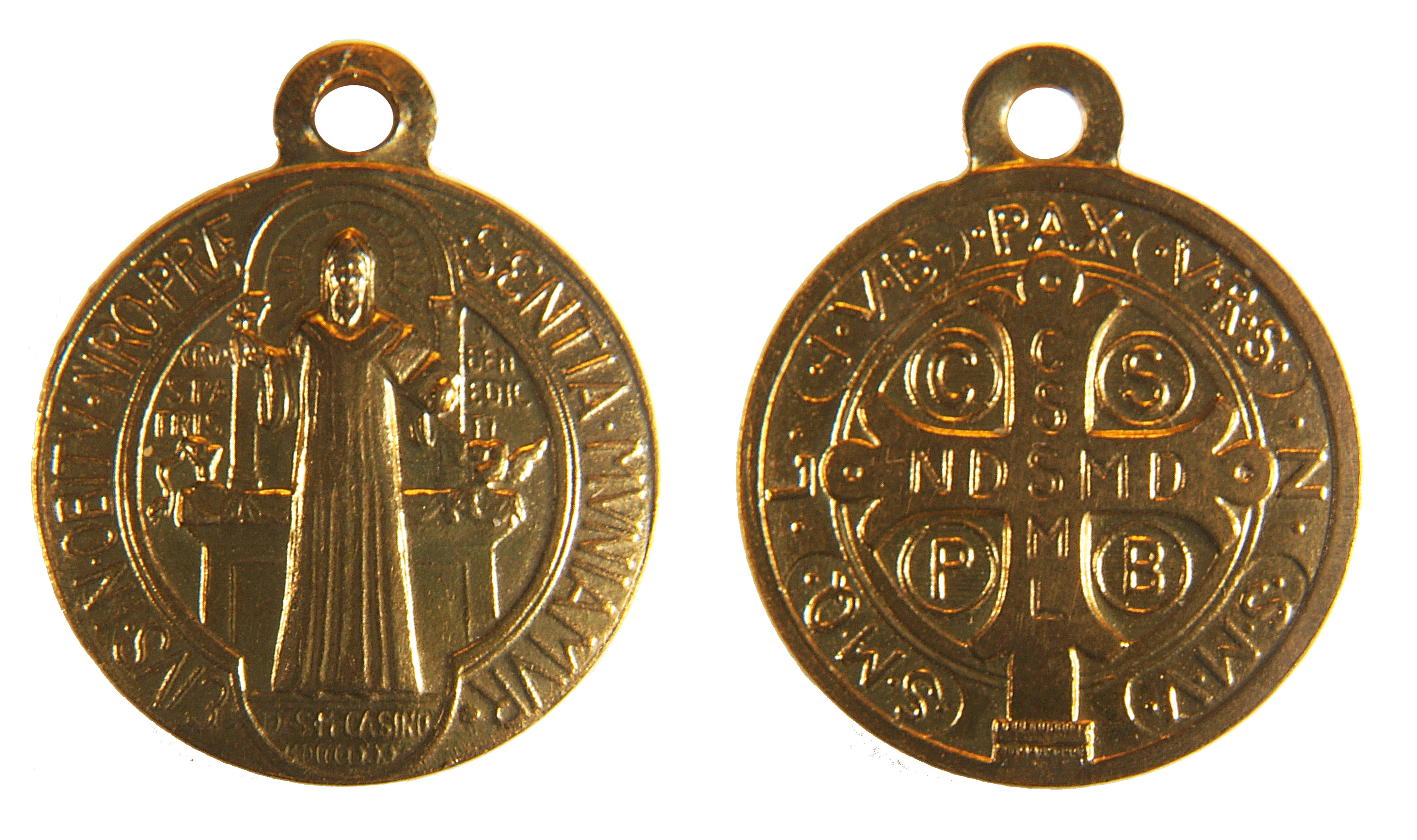
Les dues cares d'una medalla de Sant Benet

La medalla de Sant Benet és una medalla sacramental cristiana que conté símbols i escrits relacionats amb Benet de Núrsia, utilitzada pels catòlics romans, anglicans, luterans, metodistes i pels ortodoxos d'Occident.
L'anvers de la medalla mostra un relleu de Benet de Núrsia. La part posterior de la medalla porta l'escriptura Vade retro Satana ("Ves enrere Satanàs!"), fórmula catòlica medieval que deriva d'una frase que segons l'Evangeli de Marc (8:33) fou dita per Jesús de Natzaret.
| «           | Ves-te’n d’aquí, Satanàs! No veus les coses com Déu, sinó com els homes. | » |
| — Marc 8:33 |                                                                          |   |

És una de les medalles més antigues de la cristiandat, i hom l'atribuïx a qui la du poder contra tot mal. La medalla ha de ser exorcitzada i beneïda per qualsevol sacerdot o diaca, no necessàriament un benedictí.

## Història
La data exacta de la creació de la primera medalla de Sant Benet no està clara. La medalla era originàriament una creu, dedicada a la devoció en honor a sant Benet. En algun moment es van encunyar medalles amb la imatge de Sant Benet amb una creu a la mà dreta i la seva 
Regla per als monestirs a l'altra mà. A continuació, es va col·locar una seqüència de lletres majúscules al voltant de la gran figura de creu al revers de la medalla.
El significat de les lletres es va perdre amb el temps fins que cap al 1647 es va descobrir un antic manuscrit a l'Abadia benedictina de Sankt Michael a Metten. En el manuscrit, escrit l'any 1415, hi havia una imatge que representava sant Benet sostenint un bàcul acabat en creu a una mà i un rotllo a l'altra. Al pal i al pergamí estaven escrites íntegrament les paraules de les quals eren les inicials les lletres misterioses, una pregària llatina d'exorcisme contra Satanàs. El manuscrit conté la fórmula exorcisme Vade retro Satana ("Arrere Satanàs"), i es va trobar que les lletres corresponien a aquesta frase.
La pregària d'exorcisme es troba en una llegenda de principis del segle XIII del Pont del Diable a Sens, en què un arquitecte va vendre la seva ànima al diable i després es va penedir. El rector de Sens, amb la seva estola, va exorcitzar el dimoni, allunyant-lo amb aigua beneïda i paraules, que va fer repetir al penitent.
Les medalles amb la imatge de Sant Benet, una creu i aquestes cartes es van començar a encunyar a Alemanya i aviat es van estendre per Europa. Vicenç de Paül († 1660) sembla que ho sabia, ja que les seves Filles de la Caritat sempre la portaven adossada als seus rosaris, i durant molts anys va ser creat, almenys a França, només per a ells. Les medalles van ser aprovades per primera vegada pel Papa Benet XIV el 23 de desembre de 1741 i després el 12 de març de 1742. La medalla en el seu aspecte tradicional s'ha utilitzat durant moltes dècades i encara s'utilitza avui dia.
En el Benedictus redivivus de 1679, Gabriel Bucelin relata diversos episodis en què la medalla de Sant Benet es considerava eficaç per fer front a les malalties o calamitats locals. El 1743 Disquisitio sacra numismata, de origine quidditate, virtute, pioque usu Numismatum seu Crucularum S. Benedicti, Abbatis, Viennae Austriae, apud Leopoldum Kaliwoda, abat Löbl, del Monestir de Santa Margarida de Praga, va recomanar l'ús de la medalla com a remei contra l'hemorràgia. Prosper Guéranger informa de diversos episodis de conversions religioses que atribueixen la intercessió de sant Benet a través de l'ús pietós de la medalla.

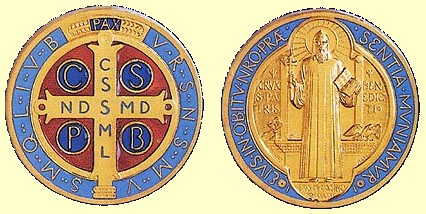
Una medalla jubilar del monjo Desiderius Lenz, de l'Escola d'Art de Beuron, feta per al 1400^{è} aniversari del naixement de sant Benet el 1880

La medalla del Jubileu es va atorgar l'any 1880, en record del 1400è aniversari del naixement de sant Benet. Les inicials de la fórmula "Vade retro satana" es troben a les medalles de Sant Benet almenys des de 1780. La medalla del Jubileu encara és el disseny més popular.

## El simbolisme
A la part davantera de la medalla hi és sant Benet amb una creu a la mà dreta, símbol cristià de la salvació, i a l'esquerra la seva regla monàstica. A la dreta de Benet, sota la creu, hi ha una copa enverinada, una referència a la llegenda que uns monjos hostils van intentar enverinar-lo i que la copa que contenia vi enverinat es va trencar quan el sant hi va fer el senyal de la creu. A la seva esquerra, sota la regla, el corb s'emporta una barra de pa enverinat. D'aquí la tradició que la medalla protegeix contra l'enverinament.
A sobre de la copa i el corb hi ha les paraules CRUX SANCTI PATRIS BENEDICTI ("La creu del [nostre] Sant Pare Benet"). Al voltant de la figura de sant Benet hi ha les paraules EIUS IN OBITU NRO (la nostra) PRAESENTIA MUNIAMUR ("Que ens enforteixi la seva presència a l'hora de la nostra mort"), ja que els benedictins el consideraven un protector particular 
per a una mort feliç.
Al dors hi ha una creu, que conté les lletres C S S M L - N D S M D, inicials de les paraules Crux sacra sit mihi lux - Numquam draco sit mihi dux ("Que la santa creu siga la meva llum! Que el diable (DRACO) mai siga el meu senyor!"). El C S P B gran significa Crux Sancti Patris Benedicti ("La creu del [nostre] Sant Pare Benet").
Al dors de la medalla hi ha les lletres V R S N S M V - S M Q L I V B, en referència a Vade retro Satana - Numquam suade mihi vana - Sunt mala quae libas - Ipse venena bibas ("Retira Satanàs! No em temptes mai amb les teves vanitats! El que m'ofereixes és malvat! Beu-te el teu propi verí!"). I finalment, a la part superior hi ha la paraula PAX que significa "pau".
La pregària d'exorcisme es troba en una llegenda de principis del segle XIII del Pont del Diable a Sens, en què un arquitecte va vendre la seva ànima al diable i després es va penedir. El rector de Sens, amb la seva estola, va exorcitzar el dimoni, allunyant-lo amb aigua beneïda i paraules, que va fer repetir al penitent.
Les medalles amb la imatge de Sant Benet, una creu i aquestes cartes es van començar a encunyar a Alemanya i aviat es van estendre per Europa. Vicenç de Paül († 1660) sembla que ho sabia, ja que les seves Filles de la Caritat sempre la portaven adossada als seus rosaris, i durant molts anys va ser creat, almenys a França, només per a ells. Les medalles van ser aprovades per primera vegada pel Papa Benet XIV el 23 de desembre de 1741 i després el 12 de març de 1742. La medalla en el seu aspecte tradicional s'ha utilitzat durant moltes dècades i encara s'utilitza avui dia.
En el Benedictus redivivus de 1679, Gabriel Bucelin relata diversos episodis en què la medalla de Sant Benet es considerava eficaç per fer front a les malalties o calamitats locals. El 1743 Disquisitio sacra numismata, de origine quidditate, virtute, pioque usu Numismatum seu Crucularum S. Benedicti, Abbatis, Viennae Austriae, apud Leopoldum Kaliwoda, abat Löbl, de l'Monestir de Santa Margarida  de Praga, va recomanar l'ús de la medalla com a remei contra l'hemorràgia. Prosper Guéranger informa de diversos episodis de conversions religioses que atribueixen la intercessió de sant Benet a través de l'ús pietós de la medalla.

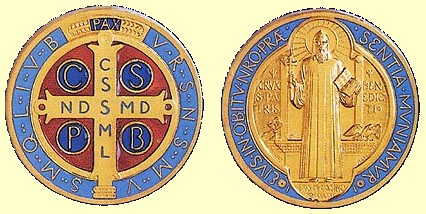
Una medalla jubilar del monjo Desiderius Lenz, de l'Escola d'Art de Beuron, feta per al 1400è aniversari del naixement de sant Benet el 1880

La medalla del Jubileu es va atorgar l'any 1880, en record del 1400 aniversari del naixement de sant Benet. Les inicials de la fórmula "Vade retro satana" es troben a les medalles de Sant Benet almenys des de 1780. La medalla del Jubileu continua sent el disseny més popular.
Algunes medalles també inclouen el monograma de Jesucrist: IHS o JHS.

## Indulgències

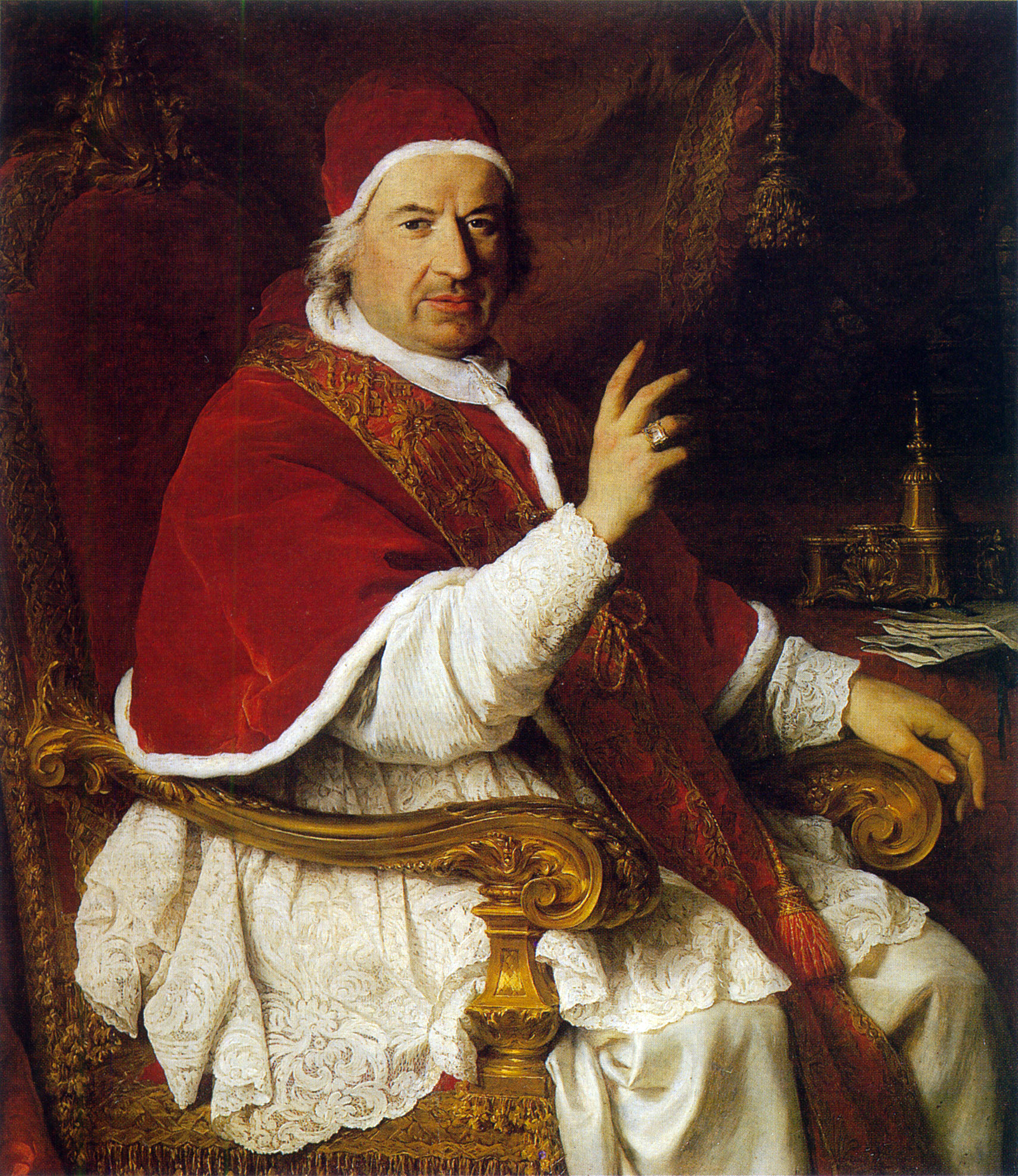
Benet XIV atorgà indulgències a la medalla de sant Benet.

El 12 de març de 1742 Benet XIV atorgà indulgència plenària a la medalla de san Benet si la persona reunix les següents condicions:
Es realitza el Sagrament de la Reconciliació, rep l'Eucaristia, ora pel Sant Pare a les grans festes i durant eixa setmana prega el sant rosari, visita els malalts, ajuda els pobres, ensenya la Fe Cristiana o participa en la Santa Missa.
Les grans festes de les quals es parla a dalt són: Nadal, Epifania, Pasqua de Resurrecció, Ascensió, Pentecosta, la Santíssima Trinitat, Corpus Christi, l'Assumpció de Maria, la Immaculada Concepció, el naixement de Maria, tots Sants i festa de sant Benet.

### Indulgències parcials
- Seran atorgats 200 dies d'indulgència, si un visita una setmana als malalts o visita l'església o ensenya als nens la fe.
- 7 anys d'indulgència, si un celebra la Missa o és present, i prega pel benestar dels cristians, o resa pels seus governants.
- 7 anys si un acompanya els malalts en el Dia de Tots Sants.
- 100 dies si un fa una pregària abans de la Santa Missa o abans de rebre la sagrada Comunió.
- Qualsevol que per compte propi pel seu consell o exemple converteixi un pecador, obté la remissió de la tercera part dels seus pecats.
- Qualsevol que el Dijous Sant o el dia de Resurrecció, després d'una bona confessió i de rebre l'Eucaristia, resi per l'exaltació de l'Església, per les necessitats del Sant Pare, guanyarà les indulgències que necessita.
- Qualsevol que pregueu per l'exaltació de l'Ordre Benedictina, rebrà una porció de totes les bones obres que realitza aquesta Ordre.